# Salicyna
Salicyna – organiczny związek chemiczny z grupy glikozydów fenolowych, będący połączeniem saligeniny z glukozą.

## Historia
Salicynę po raz pierwszy wyodrębnił z kory wierzby (cortex salicis) w 1828 roku profesor farmacji na Uniwersytecie w Monachium Johann Andreas Buchner. Zdołał on uzyskać niewielką ilość żółtej substancji z wyciągu kory wierzbowej, którą nazwano salicyną.
Salicyna ma działanie przeciwbólowe, przeciwzapalne i przeciwgorączkowe.